# Ekbert (Sachsen)

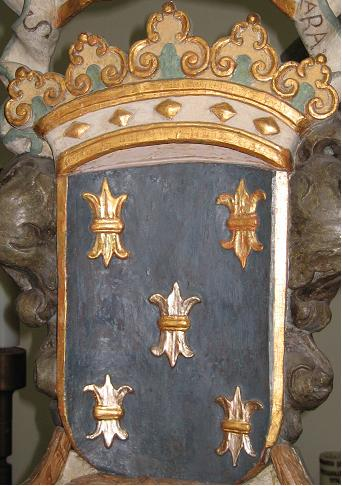
Wappen von Ekbert I.

Ekbert I. (* um 756; † nach 811) war ein fränkischer Graf, der im Auftrag Karls des Großen nördlich der Elbe die Festung Esesfeld errichtete. Er gilt als Stammvater des Adelsgeschlechts der Ekbertiner.
Obwohl in den Quellen als sächsischer Graf beschrieben, war Ekbert vermutlich eher ein Adliger fränkischer Herkunft. Auf Befehl Kaiser Karls des Großen besetzte Ekbert mit sächsischen Grafen den Ort Esesfeld an der Stör und befestigte ihn. Vermutlich rührt daher sein Titel als „Dux“, der einen militärischen Anführer bezeichnet. Allerdings findet sich dieser Titel erst in dem 862–875 in Corvey verfassten Bericht über die Translation von Reliquien der Heiligen Pusinna nach Herford. In den Annales regni Francorum wird Ekbert zum Jahr 809 nur als Graf bezeichnet. Ekbert besaß eine Reihe von Gütern im südlichen Westfalen, zwischen Rhein und Weser. Der um 980 entstandenen Vita Idae zufolge war er mit der fränkischen Adelstochter Ida von Herzfeld verheiratet. 
Vermutungen der historischen Forschung zufolge stehen die Ekbertiner mit den Liudolfingern in verwandtschaftlicher Beziehung.
Nach dem Grafen ist im nahe der ehemaligen Burg Esesfeld gelegenen Itzehoe die Straße Graf-Egbert-Ring benannt.

## Nachkommen
Aufgrund von Untersuchungen zu Besitzverhältnissen und zum Namensgut werden folgende Nachkommen vermutet:
- Cobbo der Ältere (* 800), Graf in Westfalen ca. 825–850
- Warin, Abt von Corvey
- Ida die Jüngere, zweite Frau des Grafen Asig (Esiko), der 839 und 842 als Graf im Sächsischen Hessengau bezeugt ist und Namensgeber der Esikonen wurde
- Addila; nach dem Tod ihres Mannes Bunicho und ihrer Söhne ging sie nach Herford und wurde dort Äbtissin.